# Leon (Iowa)
Leon è una città degli Stati Uniti d'America, situata nello Stato dell'Iowa, nella contea di Decatur, della quale è il capoluogo.